# Haus der Springmaus

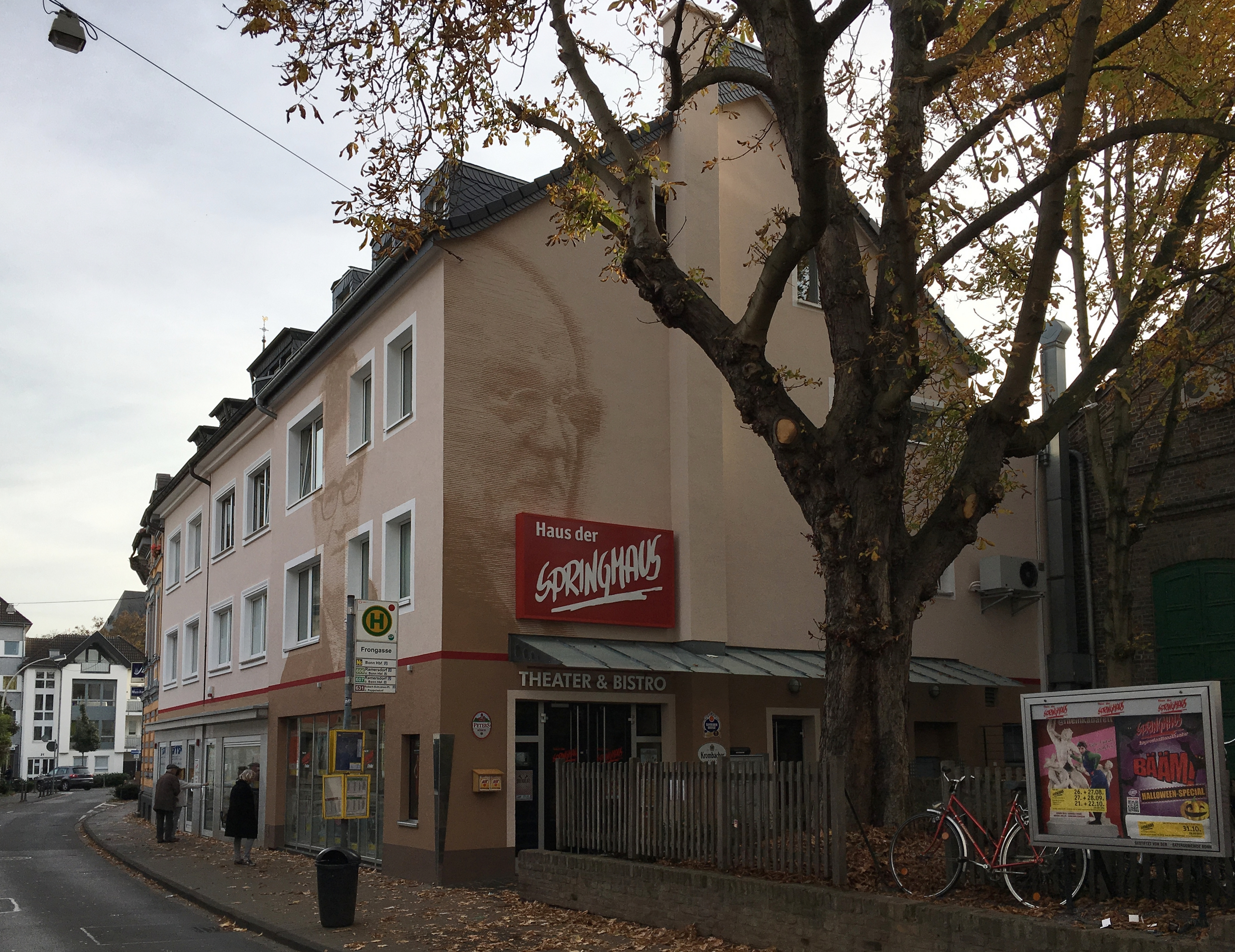
Haus der Springmaus

Das Haus der Springmaus e. V. in Bonn-Endenich ist mit über 65.000 Besuchern jährlich eines der bundesweit bekanntesten Kleinkunsttheater und Stammhaus des Improvisationstheaters Springmaus. Geschäftsführend geleitet wird es von Berit Baumhoff; 1. Vorsitzender ist Andreas Etienne.

## Geschichte
1983 gründete der kanadische Schauspieler Bill Mockridge in Bonn das Improvisationstheater Springmaus, ein Ensemble, das schon bald überregionale Bekanntheit erreichte. Rasch stellte sich die Frage nach einer festen Spielstätte, die am 1. April 1985 mit dem ersten Haus der Springmaus an der vielbefahrenen Oxfordstraße in Bonn in Betrieb genommen werden konnte.
1988 wurden mit der Gründung des Haus der Springmaus e. V. die beiden eigenständigen Institutionen in Haus der Springmaus (Theater) und Springmaus Improvisationstheater (Ensemble) aufgeteilt. Beide sind bis heute freundschaftlich verbunden.
Das Theater an der Oxfordstraße war ein Kellertheater mit einer Raumhöhe von 2,20 Meter und einer Bühne von 9 Quadratmetern, das 150 Personen Platz bot. Trotzdem traten schon früh bekannte Künstler wie Richard Rogler, Harald Schmidt, Konrad Beikircher und Hanns-Dieter Hüsch, aber auch talentierter Nachwuchs wie der noch junge Dirk Bach auf.
Nach einigen Jahren wurde das Theater an der Oxfordstraße zu klein, schon die geringe Raumhöhe machte viele Gastspiele unmöglich. Etienne und sein Team begaben sich auf die Suche nach einer größeren Spielstätte. Die fanden sie im Bonner Stadtteil Endenich, wo sie 1993 – nach neunmonatigem Umbau – einen ehemaligen Tanzsaal an der Frongasse bezogen.
Träger des Theaters ist der gemeinnützige Kulturverein Haus der Springmaus e. V. Das neue Theater verfügt über 280 Sitzplätze auf zwei Ebenen, ein geräumiges Foyer, großzügige Künstlergarderoben und einen Büro- und Verwaltungstrakt. Die Bühne ermöglicht jetzt auch Gastspiele größerer Ensembles und aufwändigere Bühnenbilder.

## Programm und Künstler
Das Programm umfasst Kabarett, Improvisation, Konzerte und literarische Programme. Das Theater ist seit der Eröffnung die Stamm-Spielstätte des Springmaus Improvisationstheaters.
1995 öffnete das Haus der Springmaus auch für Kinder seine Pforten und startete durch Initiative der Bonner Piccolo-Puppenspiele eine der heute erfolgreichsten Kindertheaterreihen im rheinischen Gebiet. Seit September 2006 es gibt mit @rheinkabarett ein weiteres Haus-Ensemble, welches u. a. aus Andreas Etienne und dem Schauspieler Michael Müller besteht.
Unter vielen anderen traten im Haus der Springmaus bisher auf: Anka Zink, Urban Priol, Robert Kreis, Bastian Pastewka, Luke Mockridge, Lars Reichow, Maximilian Osterritter, Tim Fischer, Bernd Stelter, Helen Vita und Jörg Knör. Dieter Nuhr und Mario Barth ließen die erste Testvorführung ihres jeweiligen neuen Programms 2006 (Barth mit Männer sind primitiv aber glücklich) und 2007 (Nuhr mit Nuhrdie Wahrheit) im Haus der Springmaus stattfinden.
Das Haus der Springmaus organisiert auch Veranstaltungen außerhalb des eigenen Theaters. Auf dem Open-Air-Gelände der Kunst- und Ausstellungshalle der Bundesrepublik Deutschland war das Haus der Springmaus Veranstalter des Bonner Kabarettfestivals im Roncalli-Spiegelzelt mit Darbietungen national und international renommierter Künstler. Andere Veranstaltungen fanden zum Beispiel in der Beethovenhalle und im Brückenforum in Bonn statt.